# Épierre
Épierre település Franciaországban, Savoie megyében. Lakosainak száma 762 fő (2022. január 1.). Épierre Argentine, La Chapelle, Saint-Léger, Saint-Pierre-de-Belleville, La Léchère és Saint François Longchamp községekkel határos.

## Népesség
A település népességének változása:
| Lakosok száma | 762  | 770  | 774  | 759  | 767  | 777  | 770  | 767  | 762  |
|               | 2013 | 2015 | 2016 | 2017 | 2018 | 2019 | 2020 | 2021 | 2022 |